# Championnats du monde féminins de boxe amateur 2005
Navigation
Édition précédente Édition suivante
Les 3e championnats du monde de boxe amateur féminins se sont déroulés du 25 septembre au 3 octobre 2005 à Podolsk, Russie.
Organisées par l'AIBA (Association Internationale de Boxe Amateur), les compétitions ont vu s'affronter dans 13 catégories différentes 152 boxeuses représentant 28 fédérations nationales.
La Russie, pays hôte, marque de son empreinte cette édition en remportant 7 médailles d'or, loin devant le Canada et l'Inde qui complètent le podium mais avec une seule médaille d'or.

## Résultats

### Podiums
| Catégories                   | Or                | Argent               | Bronze                                 |
| Poids pailles (-46 kg)       | Mary Kom          | Jong Ok              | Gretchen Abaniel Yelena Sabitova       |
| Poids mi-mouches (-48 kg)    | Olesya Gladkova   | Ri Yong-Hiang        | Yesica Bopp Camelia Negrea             |
| Poids mouches (-50 kg)       | Simona Galassi    | Ri Hyang-Mi          | Chowdhury Kalpana Viktoriya Usachenko  |
| Poids super-mouches (-52 kg) | Sofiya Ochigava   | Sümeyra Kaya         | Viktoriya Rudenko Samiha Yassan        |
| Poids coqs (-54 kg)          | Mihaela Cijevschi | Dina Burger          | Sarita Devi Laishram Pak Kyong-Ok      |
| Poids plumes (-57 kg)        | Yelena Karpacheva | Yun Kum Ju           | Sandra Bizier Zsuzsana-Beata Szuknai   |
| Poids légers (-60 kg)        | Tatyana Chalaya   | Gülsüm Tatar         | Kang Kum-Hui Martinez Mitchel          |
| Poids super-légers (-63 kg)  | Yuliy Nemtsova    | Cecilia Brækhus      | Kathleen Dunn Vinni Skovgaard          |
| Poids welters (-66 kg)       | Mary Spencer      | Irina Sinezkaya      | Yvonne Bæk Rasmussen Oleksandra Kozlan |
| Poids super-welters (-70 kg) | Olga Slavinskaya  | Ariane Fortin-Brochu | Chenthittail Aswathimol Nurcan Çarkçı  |
| Poids moyens (-75 kg)        | Anna Laurell      | Olga Novikova        | Anita Ducza Mariya Yavorskaya          |
| Poids mi-lourds (-80 kg)     | Galina Ivanova    | Selma Yağcı          | Tyler Lord-Wilder Beata Małek          |
| Poids lourds (+80 kg)        | Maria Kovács      | Şemsi Yaralı         | Jyotsana Kumari Mariya Reyngard        |

### Tableau des médailles
| Place | Pays              | Médaille d'or, monde | Médaille d'argent, monde | Médaille de bronze, monde | Total |
| ----- | ----------------- | -------------------- | ------------------------ | ------------------------- | ----- |
| 1     | Russie            | 7                    | 1                        | 4                         | 12    |
| 2     | Canada            | 1                    | 1                        | 2                         | 4     |
| 3     | Inde              | 1                    | 0                        | 4                         | 5     |
| 4     | Hongrie           | 1                    | 0                        | 2                         | 3     |
| 5     | Roumanie          | 1                    | 0                        | 1                         | 2     |
| 6     | Italie            | 1                    | 0                        | 0                         | 1     |
| 6     | Suède             | 1                    | 0                        | 0                         | 1     |
| 8     | Corée du Nord     | 0                    | 4                        | 2                         | 6     |
| 9     | Turquie           | 0                    | 4                        | 1                         | 5     |
| 10    | Ukraine           | 0                    | 1                        | 2                         | 3     |
| 11    | Norvège           | 0                    | 1                        | 0                         | 1     |
| 11    | Suisse            | 0                    | 1                        | 0                         | 1     |
| 13    | Danemark          | 0                    | 0                        | 2                         | 2     |
| 13    | Philippines       | 0                    | 0                        | 2                         | 2     |
| 15    | Pologne           | 0                    | 0                        | 1                         | 1     |
| 15    | États-Unis        | 0                    | 0                        | 1                         | 1     |
| 15    | Argentine         | 0                    | 0                        | 1                         | 1     |
| 15    | Égypte            | 0                    | 0                        | 1                         | 1     |
| Total | 18 pays médaillés | 13                   | 13                       | 26                        | 52    |